# Vee-Jay Records
Vee-Jay Records, kurz Vee-Jay, war ein US-amerikanisches Musiklabel, das ab 1953 als Independent-Label erfolgreich im Rhythm-and-Blues-, Blues-, Jazz-, Gospel- und Popsektor Schallplatten veröffentlichte.

## Gründer und Entstehung
Als die Radioansagerin Vivian Carter die Doo-Wop-Gruppe The Spaniels bei einem Auftritt sah, kam ihr die Idee zur Gründung eines Schallplattenlabels. Zusammen mit ihrem Partner Jimmy Bracken und einem Kredit von 500 US-Dollar gründete sie schließlich im April 1953 in Gary (Indiana) Vee-Jay Records, benannt nach den Anfangsbuchstaben ihrer Vornamen Vivian und Jimmy. Als Produzent und Promoter diente ihr Bruder Calvin Carter, während ab 1955 Ewart Abner von der im Dezember 1954 liquidierten Firma Chance Records die geschäftliche Seite der neuen Plattenfirma leitete. Die Stadt Gary, obwohl im Großraum Chicago gelegen, war kein Zentrum für Talente, und auch wegen der Tonstudios entschied man sich für einen Umzug nach Chicago.
In Chicago wurde schließlich eine Studioband zusammengestellt, deren Kern William „Lefty“ Bates (Gitarre) und Al Smith/Quinn B. Wilson (Bass) und Horace Palm oder Norman Simmons als Pianisten darstellten. James „Red“ Holloway war zu Beginn Tenorsaxophonist; später kamen Lucius Washington („Little Wash“) und Cliff Davis hinzu. Baritonsaxophon spielte gewöhnlich McKinley „Mac“ Easton. Den Platz am Schlagzeug nahmen abwechselnd Paul Gusman, Vernel Fournier und Alrock „Al“ Duncan ein.

Jimmy Reed – High And Lonesome

Erste Aufnahmen für Vee-Jay entstanden mit den Spaniels in den Bill Putnam gehörenden Tonstudios Universal Recording Corporation in Chicago bereits am 4. Mai 1953 mit der Single Baby It’s You / Bounce (Vee-Jay #101), die nach ihrer Veröffentlichung im Juni 1953 als höchste Platzierung einen beachtlichen zehnten Rang der Rhythm-and-Blues-Hitparade einnahm. Im Katalog als erste Platte erschienen, aber erst am 29. Dezember 1953 aufgenommen, war jedoch Jimmy Reeds High and Lonesome / Roll and Rhumba (Vee-Jay #100), das nach seiner Veröffentlichung im Juli 1953 keine Chartnotierung erlangen konnte. Reeds sauberer Vortrag – meist spielte er Gitarre und Mundharmonika – inspirierte spätere Interpreten zum Covern seiner Kompositionen.
Am 16. Dezember 1953 heirateten die Label-Gründer. Zuvor waren die Spaniels am 23. September 1953 erneut im Tonstudio, wo mit Goodnite Sweetheart Goodnite / You Don’t Move Me entstand, das im Mai 1954 bis zum fünften Rang der Rhythm-and-Blues-Hitparade vordrang. Erster Tophit für das junge Label war das am 24. April 1954 mit den El Dorados eingespielte At My Front Door / What’s Buggin’ You Baby, das im September 1954 veröffentlicht wurde und mit einem 17. Rang in der Pophitparade einen beachtlichen Crossover-Erfolg erzielen konnte. Am 19. Oktober 1955 betrat Blues-Legende John Lee Hooker erstmals die Vee-Jay-Tonstudios in Chicago, um dort Mambo Chillun / Time Is Marching On (#164) aufzunehmen, veröffentlicht im Dezember 1955. Hooker konnte bereits zwei Tophits bei Modern Records (Boogie Chillen’ und I’m In The Mood) vorweisen, bevor er im Oktober 1955 zu Vee Jay wechselte. Hooker war im Studio ungewöhnlich: er fand bei Texten keine guten Reime, spielte nur solo gut, alles wurde nur in einem Take aufgenommen, weil er nicht identisch wiederholen konnte. Das Label konnte seine früheren Erfolge – auch mangels überzeugenden Songmaterials – mit 14 erschienenen Singles nicht mehr wiederholen. Einzig erwähnenswert ist seine klassische, oft gecoverte Komposition Dimples (mit dem Gitarristen Eddie Taylor), aufgenommen am 17. März 1956 und erschienen im August 1956 (Vee-Jay #205). Vee-Jay gewann weitere, bereits bekannte Bluesgrößen. Billy Boy Arnold nahm am 5. Mai 1955 seine Komposition I Wish You Would auf, Elmore James veröffentlichte im Mai 1957 Coming Home, Jerry Butler & The Impressions nahmen ihr klassisches For Your Precious Love im April 1958 auf. Die ungewöhnliche soul-ähnliche Ballade wiederholte nicht den Songtitel und besaß einen leichten Gospel-Unterton. Komplettiert mit Jerry Butlers Tenor konnte der Song den dritten Rang der R-and-B-Charts und Platz 11 der Pop-Charts erreichen. Und das trotz der organisatorischen Verwirrungen, denn die Platte war bei drei Plattenfirmen gleichzeitig erschienen: außer bei Vee-Jay auch bei Falcon (ein Tochterlabel von Vee-Jay) und bei Abner, das dem kaufmännischen Leiter von Vee-Jay gehörte.

## Erster Millionenseller

Gene Chandler – Duke of Earl

Fast zehn Jahre seit Gründung waren vergangen, bis mit Gene Chandlers Duke of Earl / Kissin’ in the Kitchen (#416) der erste Millionenseller des Labels, also die erste Single, von der eine Million Exemplare verkauft wurden, zu verzeichnen war. Das Stück mit dem ungewöhnlichen Bassstimmen-Intro („Duke duke duke of Earl…“) kam am 5. November 1961 auf den Markt, bereits zehn Tage nachdem Chandler einen Plattenvertrag unterschrieben hatte. Der am 30. August 1961 in den Universal Studios aufgenommene Song verharrte für drei Wochen auf dem ersten Platz der Pop-Charts. Innerhalb von nur vier Wochen seit Veröffentlichung überschritt das Lied die Millionen-Umsatzmarke und ist Gene Chandler zufolge vier Millionen Mal verkauft worden. Im selben Jahr stieg Abner zum Präsidenten des Labels auf.

## Weitere Hits
Die erste weiße Gruppe für Vee-Jay waren die Four Seasons mit ihren berühmten Falsett-Stimmen. Gruppenmitglied Bob Gaudio hatte innerhalb von 15 Minuten einen Song geschrieben, den er zunächst „Jackie“ (nach Jackie Kennedy) benannte. Four-Seasons-Produzent Bob Crewe benannte den Song in Sherry um und stellte ihn Vee-Jay vor. Produziert wurde das Stück im August 1962 und noch im selben Monat veröffentlicht. Am Tag nach dem Auftritt in der Fernsehsendung „The Ed Sullivan Show“ wurde der Song 180.000 Mal verkauft, blieb für fünf Wochen die Nummer eins der Pop-Charts und wurde zwei Millionen Mal umgesetzt. Am 22. September 1962 wurde den Four Seasons in der Fernsehsendung „American Bandstand“ dafür eine Goldene Schallplatte verliehen. Aus derselben Aufnahmesession stammte auch ihr nächster Hit Big Girls Don’t Cry/Connie-O (Vee-Jay# 465), am 20. Oktober 1962 veröffentlicht. Auch er schaffte die Nr. 1 und wurde eine weitere Single, von der eine Million Tonträger verkauft wurden. Der dritte Hit war Walk Like a Man, der nach seiner Veröffentlichung im Januar 1963 ebenfalls die Spitze der Charts erreichte. Die Four Seasons verkauften insgesamt 175 Millionen Platten, einen Teil davon jedoch auch beim Plattenlabel Philips, zu dem sie im November 1963 gewechselt waren.

## Beatles-US-Vertriebsrechte

The Beatles – Please Please Me

Nachdem Capitol Records das Angebot ausgeschlagen hatte, die EMI-Vertriebsrechte für die USA für die Beatles zu übernehmen, sicherte sich Vee-Jay den fünfjährigen Vertrag im August 1962. Die erste US-Veröffentlichung einer Beatles-Single erfolgte am 25. Februar 1963 mit Please Please Me (Vee-Jay #498), dann erschien am 27. Mai 1963 From Me to You (#522), am 22. Juli 1963 wurde die LP Introducing… The Beatles nachgelegt, die zunächst erfolglos blieb, nach dem Durchbruch der Beatles am 27. Januar 1964 erneut – mit leicht verändertem Inhalt – veröffentlicht wurde und sich dann über eine Million Mal verkaufte. Am 26. Februar 1964 brachte Vee-Jay das Album Jolly What! The Beatles & Frank Ifield on Stage auf den Markt. Es enthielt vier bereits zuvor veröffentlichte Studioaufnahmen der Beatles. Die restlichen Titel waren Liveaufnahmen von Frank Ifield. Am 1. Oktober 1964 kam die Doppel-LP The Beatles vs. The Four Seasons heraus, die kein neues Material enthielt, sondern nur eine weitere Veröffentlichung von Introducing… The Beatles und einer Kompilation der Four Seasons war. Die zunächst in den USA skeptisch betrachteten Beatles wurden auch hier zu einem enormen Erfolg. Innerhalb eines Monats wurden im März 1964 von Vee-Jay insgesamt 2,6 Millionen Beatles-Platten verkauft. Die sonst ausschließlich für den US-Vertrieb von EMI-Platten zuständigen Capitol Records waren über den unerwarteten Erfolg und ihre Fehlentscheidung nicht begeistert und verklagten am 15. Januar 1964 Vee-Jay auf Unterlassung, womit Capitol jedoch Mitte Februar 1964 scheiterte. Die Streitigkeiten eskalierten, und wegen dieser Rechtsunsicherheit wurden außer bei Vee-Jay auch Beatles-Platten bei vier weiteren Labels veröffentlicht. Daran beteiligte sich auch das gerade gegründete Vee-Jay-Tochterlabel Tollie, auf dem am 2. März 1964 Twist and Shout (Tollie 9001) erschien. Vee-Jay wurde das Recht zugesprochen, bis zum 15. Oktober 1964 noch Beatles-Platten zu veröffentlichen. Verstrickt in viele Gerichtsverfahren und konfrontiert mit einem mächtigen Label wie Capitol Records, verzichtete Vee-Jay auf die Wahrnehmung des Fünf-Jahres-Vertrages.
Während eines Zeitraumes von dreieinhalb Monaten im Jahr 1964 hatten die Beatles zehn größere Hits auf sieben Singles von vier Plattenfirmen in den USA, ein Umstand, der noch nie vorgekommen war und bisher auch nicht wieder vorgekommen ist. Im Nachhinein kann festgestellt werden, dass der wenig planvolle und unkoordinierte Label-Wettbewerb, möglichst schnell und viel Profit mit Beatles-Platten abzuschöpfen, sowohl weiteren Umsatz verhinderte als auch den Beatles selbst schadete.

## Kooperation mit Ace Records
Im Juli 1962 trat zwecks Kooperation das kleinere Label Ace Records an Vee-Jay heran. Es kam zum Abschluss eines Werbe- und Vertriebsvertrags, der Ace Records fünf Jahre lang die Summe von 500.000 Dollar pro Jahr garantierte. Damit konnte sich Ace vollständig auf Talentsuche und die Produktion von Schallplatten konzentrieren, während Vee-Jay sein Vertriebsnetz zur Verfügung stellte. Der erste Testfall war Venus in Blue Jeans mit Jimmy Clanton im August 1962. Vee-Jay bestritt die Zahl von 1,5 Millionen verkauften Exemplaren und leitete geringere Verkaufserlöse weiter. Vee-Jay überwies auch nicht die Erlöse von neuen lokalen Vertriebsfirmen. Und die alten Vertriebsfirmen zahlten nicht mehr, weil sie Ace schon in der Krise vermuteten. Obwohl Vee-Jay einen eigenen erfolgreichen Katalog vermarktete, konnte der Vertrag mit Ace wegen eigener finanzieller Schwierigkeiten nicht mehr erfüllt werden.

## Niedergang
Auch die „million seller“ konnten die sich ab 1963 abzeichnende Unternehmenskrise bei Vee-Jay nicht verhindern. Abner wurde mit anderen Vee-Jay-Angestellten im August 1963 entlassen, als die Four Seasons angeblich nicht die ihnen zustehenden Royalties erhielten und ihr Manager Bob Crewe deshalb die Plattenfirma verklagte. Nicht weniger als 64 Gerichtsverfahren waren zu jener Zeit zu Lasten von Vee-Jay anhängig.
Im Oktober 1965 wird noch Little Richards I Don’t Know What You’ve Got (But It’s Got Me) (Parts I & II) (komponiert von Don Covay) veröffentlicht, bleibt jedoch ohne größere Resonanz in der Hitparade. Weitere Singles aus dem Vee-Jay-Katalog sind ebenfalls erfolglos, und mit Katalognummer 715 erscheint als letzte Platte erneut For Your Precious Love / Give It Up von Jerry Butler. Die Four Seasons hatten das Label bereits im November 1963 verlassen.
Im Dezember 1965 versuchte man, den eingetretenen Liquiditätsengpass durch Verkauf der lukrativen Vee-Jay-Musikverlage Conrad Publishing, Tollie Music und Gladstone Music an Arc Music zu beseitigen. Es half nichts mehr, denn im Mai 1966 musste Vee-Jay Konkursantrag stellen. Die übrig gebliebenen Vermögensteile wurden im Jahre 1967 versteigert.

## Statistik
Vee-Jay war die erste größere unabhängige, von Schwarzen geführte Plattenfirma und die erfolgreichste Firma dieser Art vor der Gründung von Motown Records. Mit über 700 Singles und über 160 Alben in fast allen Musikgenres vertreten, galt die Firma als unterkapitalisiert und besaß nicht die finanziellen Mittel, um Platten zügig zu pressen und zu vermarkten – die typische Schwäche unabhängiger Labels in den USA. Sicherlich hat die Krise bei Vee-Jay auch den Anschlusskonkurs von Ace Records mindestens verschärft, wenn nicht sogar verursacht.